# Abel Ramírez Herrera
Abel Ramírez Herrera  (29 de julio de 1921 - 2 de junio de 2012) fue un entrenador mexicano. Jugó los Juegos Olímpicos de 1948, el 2 de agosto de 1948 en un partido Corea del Norte 5 - México 3.

## Participaciones en Juegos Olímpicos
| Copa                     | Sede    | Resultado        |
| ------------------------ | ------- | ---------------- |
| Juegos Olímpicos de 1948 | Londres | Octavos de final |